# 도쿄 차타레 부인
《도쿄 차타레 부인》(Lady Chatterley In Tokyo)은 일본에서 제작된 후지이 카츠히코 감독의 1979년 드라마 영화이다. 아즈사 요코 등이 주연으로 출연하였다.

## 출연

### 주연
- 아즈사 요코
- 마이레 히로미